# Bohechío
Bohechío è un comune della Repubblica Dominicana di 8.963 abitanti, situato nella provincia di San Juan. Comprende, oltre al capoluogo, due distretti municipali: Arroyo Cano e Yaque.